# 本多助時
本多 助時（ほんだ すけとき、生没年不詳）は、戦国時代初期の武将。本多定助の子。通称は平八郎、内記。子に本多助豊 がいる。

## 略歴
かつてより三河国に住み、松平泰親に仕え、しばしば戦で軍功があった。文明11年（1479年）、主君松平信光が安祥城を襲う際に、大手門より攻め入り味方を鼓舞したという。延徳2年（1490年）の井田の役でも軍功を挙げた
。